# Ibrahim Camejo
Ibrahim Camejo (Cuba, 28 de junio de 1982) es un atleta cubano, especializado en la prueba de salto de longitud en la que llegó a ser medallista de bronce olímpico en 2008.

## Carrera deportiva
En los JJ. OO. de Pekín 2008 ganó la medalla de bronce en el salto de longitud, con un salto de 8.20 metros, quedando en el podio tras el panameño Irving Saladino (oro con 8.34 m) y el sudafricano Khotso Mokoena (plata con 8.24 metros).